# Chlói (Kastoriá)
Chlói, en grec moderne : Χλόη, est un village du dème de Kastoriá, district régional de Kastoriá, en Macédoine-Occidentale, Grèce.
Selon le recensement de 2011, la population du village compte 3 079 habitants.